# Suore di Santa Chiara
Le Suore di Santa Chiara (in inglese Sisters of St. Clare) sono un istituto religioso femminile di diritto pontificio: le suore di questa congregazione pospongono al loro nome la sigla O.S.C.

## Storia
Nel 1629 le clarisse irlandesi, che dopo la riforma protestante si erano rifugiate a Gravelines e avevano fondato il monastero di Dunquerque, tornarono in patria: si stabilirono prima a Dublino, poi a Bethlehem, presso Athlone, e infine, nel 1642, a Galway.
Espulse dal loro monastero, le clarisse vissero disperse fino al 1712, quando poterono nuovamente riunirsi a Dublino: la comunità sopravvisse precariamente fino al 1803 quando, per evitare la dissoluzione del monastero, le religiose accettarono la direzione di un orfanotrofio.
Con breve del 13 maggio 1808 papa Pio VII commutò il voto di clausura delle clarisse e garantì loro le necessarie dispense per la nuova forma di vita.
Le religiose di Santa Chiara aprirono numerose altre case, inizialmente tutte autonome, ma con decreto del 24 gennaio 1944 la Congregazione per i Religiosi riunì cinque monasteri irlandesi e uno gallese in congregazione religiosa di voti semplici, le cui costituzioni furono approvate il 7 dicembre 1945.
Dopo la centralizzazione, le suore si diffusero anche negli Stati Uniti d'America e in Australia.

## Attività e diffusione
Le suore si dedicano principalmente all'istruzione della gioventù femminile nelle scuole elementari, ma anche alla cura degli orfani, all'assistenza agli anziani e all'aiuto ai parroci.
Oltre che in Irlanda, sono presenti in Regno Unito, Stati Uniti d'America, El Salvador, Guatemala; la sede generalizia è a Dublino.
Alla fine del 2008 la congregazione contava 138 religiose in 31 case.